# Mammillaria machucae
Mammillaria machucae ist eine Pflanzenart aus der Gattung Mammillaria in der Familie der Kakteengewächse (Cactaceae). Das Artepitheton machucae ehrt den mexikanischen Agronom und Pflanzensammler Jose Antonio Machuca Nunez aus dem mexikanischen Bundesstaat Jalisco.

## Beschreibung
Mammillaria machucae wächst einzeln oder von der Basis her sprossend und Gruppen bildend. Die kugeligen bis kurz säuligen Triebe werden 6 Zentimeter im Durchmesser und 7 Zentimeter hoch. Sie haben eine Faserwurzel. Die Warzen sind konisch, stumpf, wässerig oder gelegentlich Milchsaft führend. Die Axillen sind wollig und zusätzlich mit bis zu sechs weißen Borsten besetzt. Die bis zu 4 Mitteldornen sind unterschiedlich stark hakig. Sie werden bis zu 2 Zentimeter lang und sind braun mit dunkler Spitze. Die 19 bis 22 Randdornen sind schmutzig weiß und bis zu 7 Millimeter lang.
Die magentafarbenen Blüten öffnen sich nicht sehr weit. Sie sind 1,2 Zentimeter lang und erreichen einen Durchmesser von nur 7 Millimeter. Die grünen bis rosagrünen Früchte sind kugelig bis keulig geformt. Sie werden bis zu 1,3 Zentimeter lang und 5 Millimeter im Durchmesser groß. Sie enthalten rötlichbraune Samen mit auffällig seitlichem Hilum.

## Verbreitung und Systematik
Mammillaria machucae ist im mexikanischen Bundesstaat Jalisco an beinahe senkrechten Vulkanfelsen in 1700 Meter Höhe verbreitet.
Die Erstbeschreibung erfolgte 2000 durch Walter Alfred Fitz Maurice und Betty Fitz Maurice.
Mammillaria machucae wird im Protolog mit Mammillaria crinita und Mammillaria limonensis verglichen und in die Serie Stylothele gestellt, gehört aber auf Grund von Merkmalen der Körper und Samen sowie der Verbreitung in die Serie Polyacanthae.

## Nachweise